# Бузлуджа (квартал на Велико Търново)
Вижте пояснителната страница за други значения на Бузлуджа.
Бузлуджа е квартал и жилищен комплекс във Велико Търново.
Намира се в югозападната част на Велико Търново. В него живеят 16 572 души в 67 панелни и 27 тухлени жилищни блока. Съставен е от 3 зони – А, Б и В. В зона А са построени предимно нови тухлени блокове, а в зони Б и В – панелни.
Новото строителство стартира през 2005 г. Съсредоточено е предимно в началото на квартала.
Кварталът е най-големият в града, има представителства на всички големи търговски вериги. На територията на квартала има старчески дом.

## История
Старото име на квартала е Пишмана. Легендата гласи, че по време на обсадата на Търново главнокомандващият османската армия казал за мястото, на което е разположил своя лагер: „Пишман станах, че на тоз баир застанах“.

## Образование
В района има 2 училища – СОУ „Вела Благоева“ и Спортно училище „Г. С. Раковски“. Целодневна детска градина се грижи за децата до 6-годишна възраст.

## Транспорт
Кварталът е свързан с Центъра, Студентския град и Стария град чрез 3 автобусни линии – 13, 20 и 30.